# Stanisław Gazda
Stanisław Gazda (Pszczyna, 11 de maio de 1938 – 28 de outubro de 2020) foi um ciclista polonês. Competiu nos Jogos Olímpicos de Verão de 1960 em Roma, na prova de estrada e terminou em sexto lugar. Esteve no pódio da Volta à Polónia em 1958, 1959, 1962, 1963 e 1972; e venceu a corrida em 1963. Em 1962, terminou em terceiro lugar na Corrida da Paz.(polonês)
Morreu em 28 de outubro de 2020, aos 82 anos.